# Tympanobasis tumidicosta
Tympanobasis tumidicosta là một loài bướm đêm trong họ Noctuidae.